# Lutz Weber
Lutz Weber (4 de diciembre de 1992) es un deportista suizo que compite en ciclismo de montaña en la disciplina de descenso. Ganó dos medallas en el Campeonato Europeo de Ciclismo de Montaña, plata en 2016 y bronce en 2015.

## Palmarés internacional
| Campeonato Europeo | Campeonato Europeo | Campeonato Europeo | Campeonato Europeo |
| Año                | Lugar              | Medalla            | Competición        |
| ------------------ | ------------------ | ------------------ | ------------------ |
| 2015               | Wisła (Polonia)    | Medalla de bronce  | Descenso           |
| 2016               | Wisła (Polonia)    | Medalla de plata   | Descenso           |